# 張以化
張以化（？—？），字龍旴，號存肅，江西建昌府南城縣军籍。

## 生平
工制举业，万历二十二年（1594年）甲午科江西乡试解元，其領解試牘，張侗初（张鼐）奉為揣摩。及登四十一年（1613年）癸丑科進士，乃出侗初之門，互讓師弟子，時為嘉話。。